# Sancergues
Sancergues település Franciaországban, Cher megyében. Lakosainak száma 626 fő (2022. január 1.). Sancergues Charentonnay, Feux, Herry, Jussy-le-Chaudrier, Lugny-Champagne és Saint-Martin-des-Champs községekkel határos.

## Népesség
A település népessége az elmúlt években az alábbi módon változott:
| Lakosok száma | 863  | 865  | 807  | 701  | 687  | 679  | 649  | 644  | 641  | 626  |
|               | 1968 | 1982 | 1990 | 2006 | 2013 | 2015 | 2017 | 2019 | 2020 | 2022 |